# 鈴木英史
鈴木 英史（すずき えいじ、1965年2月18日 - ）は、日本の作曲家、編曲家。

## 人物・来歴
1965年2月18日東京都世田谷区生まれ。東京芸術大学音楽学部作曲科を経て1991年東京藝術大学大学院音楽研究科作曲専攻修了。作曲を間宮芳生、遠藤雅夫、指揮を遠藤雅古、ピアノを萩原和子、角野裕、尺八を山口五郎、雅楽（篳篥）を芝祐靖に師事。1987年安宅賞、2001年第11回日本管打・吹奏楽アカデミー賞（作編曲部門）を受賞。外務省在外公館長表彰授与。東京2020オリンピック・パラリンピック開閉会式式典にて作品が使用される。国民体育大会（1991年石川、1992年山形、2022年栃木）式典音楽、国民文化祭創作音楽（2002年鳥取、2014年秋田）、ねんりんピック（2010年石川）式典音楽、台湾バンドクリニック課題曲、日本スリランカ国交60周年記念委嘱（初演：スリランカ交響楽団）、2022年度全日本吹奏楽コンクール課題曲委嘱等を担当。
在学中に間宮芳生、吉川和夫、藤家渓子、寺嶋陸也らとグループ「ミュヘイ（MUHELY）」を結成し、内外の作品の紹介に努めながら作曲活動を始める。日本を中心に欧米・アジア諸国でも数多く作品が演奏されている。東京佼成ウインドオーケストラ、大阪市音楽団、東京吹奏楽団、シエナ・ウインド・オーケストラ、東芝EMI、ビクター、ポニーキャニオン、ブレーン、ニュー・サウンズ・イン・ブラス、等、各社からの委嘱を数多く受け続けており、フレデリック・フェネル、ダグラス・ボストック、岩城宏之、汐澤安彦、佐渡裕、秋山和慶、山下一史、下野竜也、山田和樹、大井剛史らの著名な指揮者により作品が採り上げられている。日本音楽著作権協会正会員、尚美ミュージックカレッジ専門学校特別講師、洗足学園音楽大学講師、日本ウインドアンサンブル《桃太郎バンド》代表。日本吹奏楽指導者協会（JBA）理事、21世紀の吹奏楽“響宴”、一般社団法人日本管打・吹奏楽学会、各会員、バンドジャーナル《TOPICS》主筆（2019年 - ）

## 主な作品

### 作曲
- 交響曲第1番
- ジェネシス（全日本吹奏楽連盟委嘱、2022年度全日本吹奏楽コンクール課題曲III）
- ライフ・ヴァリエーションズ 〜生命と愛の歌〜（浜松交響吹奏楽団創立30周年記念委嘱作品[1]）
- カントゥス・ソナーレ（創価グロリア吹奏楽団委嘱作品[2]）
- 鳳凰〜仁愛鳥譜（大津シンフォニックバンド委嘱作品[3]）
以上3作品を俗に「愛の三部作」と呼ぶことがある[3]。
- 信長〜ルネサンスの光芒
- 大いなる約束の大地〜チンギス・ハーン
以上2作品は佐川聖二委嘱の「英雄の悲劇」シリーズ。
- セクエンツィア〜吹奏楽のための
- 吹奏楽のための「光の祭典」（広島県一般吹奏楽連盟10周年記念委嘱作品[4]）
- 風を織る〜吹奏楽のためのセレナード（第29回国民文化祭・あきた2014「湯沢に集う音楽の祭典」記念委嘱作品[5]）
- 鳥のマントラ／萬歳楽（大津シンフォニックバンド委嘱作品[6]）
- セルゲイ・モンタージュ
- ピエトロ・モンタージュ（三重県立上野高等学校、栃木県立宇都宮南高等学校、中央大学学友会文化連盟音楽研究会吹奏楽部共同委嘱作品[7]）
- 幽遠の譜
- 開闢の譜（宮城県仙台第三高等学校委嘱作品[8]）
- 祈りの島〜海の詩（精華女子高等学校吹奏楽部委嘱作品[9]）
- ソング・アンド・ダンス（佼成出版社CD「ジャパニーズ・バンド・レパートリーVol.5」委嘱作品[10]）
- ソング・アンド・レジェンド
- AWAKENING（目覚め）（秋田県立湯沢高等学校委嘱作品、第2回「響宴」参加[11][12][13]）
- Morning Stars（第3回「響宴」参加[14][13]）
- 3つの海の情景（海上自衛隊佐世保音楽隊創立50周年委嘱作品、第7回「響宴」参加[15][16][13]）
- 天空の鳥たち（第17回国民文化祭・とっとり2002委嘱作品[17]）
- 永遠の翼を持つイカルス（原曲（大編成版）は石川県立輪島高等学校委嘱作品、小編成版は第5回「響宴」委嘱作品[18][19][13]）
- プロメテウスの雅歌（宮城県仙台第一高等学校吹奏楽部委嘱作品[20]）
- 吹奏楽のためのプレリュード〜『時計台の鐘』の旋律による（札幌市委嘱作品、「平成11年度札幌芸術劇場」記念曲[21]）
- 吹奏楽のための「虹色の海」
- 吹奏楽のための序曲「自由の鐘は空に渡る」（法政大学吹奏楽団委嘱作品[22]）
- 吹奏楽のための「光の祭典」（広島県一般吹奏楽連盟10周年記念委嘱作品、第4回「響宴」参加[23][24][13]）
- 祝典行進曲「風・水・地・人」
- 祝典のためのコラール（石川県立輪島実業高等学校吹奏楽部第10回定期演奏会記念委嘱作品、第1回「響宴」参加[25][26][13]）
- マーチ「ジャスト・ビー・セブン」（バンドジャーナル700号記念委嘱）
- コンサートマーチ「スピリット・ロード」
- マーチ「シルバー・スピリッツ」（第23回全国健康福祉祭いしかわ大会「ねんりんピック石川2010」公式行進曲[27]）
- マーチ「スパイラル・タワー」（東海大学付属高輪台高等学校委嘱作品[28][注釈 1]）
- ファンファーレ「S-E-A」（精華女子高等学校吹奏楽部委嘱作品、第6回「響宴」参加[29][30]）
- ファンファーレ「レジェンド・ワン」
- ファンファーレイワ
- イントラーダ「S-S-S」（石川県立金沢桜丘高等学校吹奏楽部委嘱作品[31]）
- 『S-S-S』エコーズ（イントラーダ「S-S-S」の前奏曲）
- オーチャード・ブラス!（オーチャードホール委嘱作品）
- リメンバー （ピアノソロ&吹奏楽）
- ヴィヴァ・マッシー
- クラウディオ〜偉大なる太陽（ヴィヴァ・マッシーII）
- 風の流れる時〜クラリネットと吹奏楽のための
- コンチェルティーノ〜5本のホルンと吹奏楽のための
- 式典序曲「空よ風よ」〜由利本荘市立本荘北中学校校歌による
- 式典序曲「薫る風、水の音」～鯖江市東陽中学校校歌による
- フォスター・ファンタジー
- フォスター・ラプソディー（クラリネット5重奏・サクソフォン5重奏・金管五重奏）
- 春の目覚め〜5本のクラリネットのための
- NOBUNAGA〜5本のクラリネットのための
- スピリット・ロード II〜5本のクラリネットのための
- スパイラル・タワー・クインテット〜5本のクラリネットのための
- 「白鳥の歌〜森へ」〜バリチューバ・カルテットのための
- ファンファーレ・バラードとビス〜金管6重奏のための
- ミュージカル「蝶々夫人」「アラブのエラ」
- 秋田県湯沢市市民歌
- 秋田県立由利高等学校校歌
- 大網木の花幼稚園園歌

など多数。

### 編曲作品
- ビゼー：カルメン・ファンタジー
- ヨハン・シュトラウス2世：喜歌劇「こうもり」セレクション
- オッフェンバック：喜歌劇「美しきエレーヌ」序曲、喜歌劇「天国と地獄」序曲
- チャイコフスキー：バレエ音楽「くるみ割り人形」より、バレエ音楽「白鳥の湖」より、「四季」より
- ドヴォルザーク：「謝肉祭」序曲、「チェコ組曲」より
- ワーグナー：歌劇「ローエングリン」〜エルザの大聖堂への行進
- フンパーディンク：歌劇「ヘンゼルとグレーテル」〜夕べの祈り、パントマイム
- フランク：「3つのコラール」〜第3番イ短調
- フォーレ：ラシーヌ賛歌
- ドリーブ：バレエ音楽「コッペリア」より
- マスネ：組曲第5番「ナポリの風景」、歌劇「ウェルテル」より
- ジョルダーノ：歌劇「フェドーラ」より
- ツェラー：喜歌劇「小鳥売り」セレクション
- レハール：喜歌劇「メリー・ウィドウ」セレクション、喜歌劇「微笑みの国」セレクション、喜歌劇「ロシアの皇太子」セレクション
- カールマン：喜歌劇「伯爵令嬢マリツァ」セレクション、喜歌劇「チャルダッシュの女王」セレクション、喜歌劇「サーカスの女王」セレクション
- ヴェルディ：歌劇「マクベス」よりバレエ音楽、「レクイエム」より
- プッチーニ：歌劇「トスカ」よりテ・デウム、歌劇「トスカ」より、歌劇「トゥーランドット」より、歌劇「ラ・ボエーム」より、歌劇「ジャンニ・スキッキ」より、
- レスピーギ：交響詩「ローマの松」、ハンティングタワー
- グラズノフ：バレエ音楽「ライモンダ」より、バレエ音楽「お嬢さん女中」より
- ラヴェル：「マ・メール・ロワ」より
- バルトーク：舞踏組曲
- グリエール：赤いけしの花
- プロコフィエフ：スキタイ組曲（《アラとロリー》）、バレエ音楽「ロメオとジュリエット」より
- ショスタコーヴィチ：喜歌劇「モスクワのチェリョムーシュカ」より、歌劇「ムツェンスク郡のマクベス夫人」より「3つの間奏曲」
- ハチャトゥリアン：交響曲第2番「鐘」〜第4楽章、バレエ音楽「仮面舞踏会」より、バレエ音楽「スパルタクス」より、バレエ音楽「ガイーヌ」第1組曲
- カバレフスキー：組曲「道化師」より、付随音楽「ロメオとジュリエット」より
- R.シュトラウス：祝典前奏曲 Op.61
- 東芝EMI『ニュー・サウンズ・イン・ブラス』シリーズ
  - 『くるみ割り人形』〜3つのダンスメドレー（1993）
  - ディズニー・プリンセス・メドレー（2003）
  - ファイナル・ファンタジー（2004）
  - アニメ・メドレー『ハウルの動く城』より（2005）
  - お砂糖ひとさじ〜ディズニー映画『メリー・ポピンズ』より〜（小編成）（2ペンスを鳩に〜お砂糖ひとさじで）（2006）
  - アニー〜トゥモロー（バンドとコーラスのための）（2007）
  - 魔法にかけられて（2008）
  - ティンカー・ベル（2009）
  - 不思議の国のアリス（2010）
  - 卒業メドレー（2013）
  - 君をのせて（2014）
  - シンデレラ・メドレー（2015）
  - 糸（2016）
  - ディズニー・ヴィランズ・メドレー（2017）
  - コンパス・オブ・ユア・ハート（2018）
  - メリー・ポピンズ・リターンズ（2019）
  - アナと雪の女王 2（2020）
- ブレーン『ポップステージ』シリーズ
  - 明日に架ける橋
  - バッハ：シチリアーナ
  - ヴィヴァ・マッシー
  - クラウディオ〜偉大なる太陽（ヴィヴァ・マッシーII)
- 音楽之友社『バンドジャーナル』付録
  - ラ・ペリ〜ファンファーレ
  - クリスマス・メドレー
  - Tomorrow〜NHK総合テレビ『生きもの地球紀行』エンディング・テーマ
  - 利家とまつ〜加賀百万石物語〜〜NHK総合テレビ大河ドラマメイン・テーマ
  - ブラームス『眠りの精』
  - おお、ウェイリーウェイリー
  - マーチ「ジャスト・ビー・セブン」（『バンドジャーナル』通巻700号記念委嘱作品）

など多数

### 著書
- 吹奏楽作品 世界遺産 100  (共著・伊藤康英、滝澤尚哉、音楽之友社)